# تترای کلمبیایی
تترای کلمبیایی یا تترای کلمبیایی آبی-سرخ (Hyphessobrycon columbianus) گونه‌ای از ماهیان آب شیرین گرمسیری از خانواده کاراسینان هاست. تترا کلمبیایی بومی رودخانه آکاندی نزدیک آکاندی در شمال غربی کلمبیا است. زیستگاه تتراهای کلمبیایی معمولاً نهرها و شاخه‌های کم جریان است.
این تترا که به تازگی به تجارت آکواریوم معرفی شده‌است، یکی از تتراهای گران‌قیمت است. آنها به‌طور کلی با اکثر ماهی‌های آکواریومی دیگر کنار می‌آیند و با انواع دیگر تتراها همراه می‌شوند. با این حال، مشاهده شده‌است که آنها در مواقعی ماهی‌های کوچکتر را مورد آزار قرار می‌دهند.

## ویژگی‌ها
رشد این گونه به حدود ۶٫۵ سانتیمتر (۲٫۶ اینچ) می‌رسد، تترا کلمبیایی به رنگ خاکستری نقره‌ای است. دارای رنگ آبی فیروزه‌ای است که شدت آن از خط جانبی به سمت بالا افزایش می‌یابد، و به صورت نواری برجسته در سراسر برآمدگی پشتی قدامی تبدیل می‌شود. باله‌ها عمدتاً سرخ‌فام مایل به قرمز هستند اما با استراحت ماهی رنگ آنها محو می‌شود. باله مقعدی معمولاً دارای لبه‌های سیاه رنگ است و هر دو باله پشتی و دمی دارای نوک سفید هستند. تترا کلمبیایی شبیه گونه Hyphessobrycon ecuadorensis از غرب اکوادور است، قبل از توصیف در سال ۲۰۰۲ طور کلی این دو گونه اشتباه گرفته می‌شدند.

## در آکواریوم
تترای کلمبیایی به‌طور کلی یک ماهی مقاوم و سازگار است و طول عمر آن بین ۳ تا ۵ سال است. تمام غذاهای معمولی آکواریومی مانند غذای پولکی، غذاهای منجمد و خشک شده و غذاهای زنده کوچک را می‌خورد. آنها آب خنثی یا کمی اسیدی و دمای آبی در حدود ۲۴–۲۶ سانتیگراد را ترجیح می‌دهند. حجم آکواریوم توصیه شده حدود ۳۰ گالن (۱۱۴ لیتر) باشد. اگرچه گاهی دیده شده‌است که ماهی‌های دیگر را آزار می‌دهند، اما اگر آنها را در گروه‌های شش تایی یا بیشتر، ترجیحاً ۱۰ تایی نگهداری شوند، احتمال این اتفاق بسیار کاهش می‌یابد. تترای کلمبیایی را می‌توان به روشی مشابه سایر گونه‌های این جنس پرورش داد.